# Le Bochofage
Le Bochofage est un journal de tranchées mensuel publié de 1916 à 1918.

## Historique
Le Bochofage a été créé par André Charpentier, engagé dans la 6e compagnie du 68e régiment d'infanterie. Le journal comprend 25 numéros dont le premier numéro paraît le 14 juillet 1916 et le dernier le 25 décembre 1918.
Journaliste de métier, André Charpentier fait paraître en 1935 un recueil des journaux de tranchées intitulé Feuilles bleu Horizon 1914-1918.